# Carl Einstein
Carl Einstein, förnamnet ursprungligen stavat Karl, född 26 april 1885 i Neuwied, död 5 juli 1940 vid Pau i franska Pyrenéerna nära spanska gränsen, var en tysk konsthistoriker, skönlitterär författare och anarkist. Carl Einsteins litteraturhistoriska betydelse vilar främst på romanen Bebuquin, betraktad som ett tidigt uttryck för den tyska expressionismen men också som ett verk som pekade fram mot dadaismen.

## Liv
Carl Einstein växte upp i Karlsruhe. Han var Sophie och Daniel Einsteins andra barn, ett år yngre än sin syster Hedwig som senare gjorde sig känd som konsertpianist och gifte sig med skulptören Benno Elkan. I Karlsruhe gick Carl Einstein på det språkinriktade, humanistiska Großherzogliches Gymnasium, nuvarande Bismarck-Gymnasium, åren 1894–1903. Efter avlagd studentexamen och ett avbrutet försök att bli banktjänsteman slog han sig ner i Berlin. De närmaste åren fram till 1908 var han inskriven vid Humboldt-Universität zu Berlin. Sina studier finansierade han genom att arbeta vid sidan om. Carl Einstein läste filosofi, konsthistoria, historia och klassisk filologi. Till föreläsarna hörde Georg Simmel, Heinrich Wölfflin, Ulrich von Wilamowitz-Moellendorff och Kurt Breysig. Han deltog i Alois Riehls seminarier kring såväl Schopenhauers filosofi som Kants Prolegomena till varje framtida metafysik.

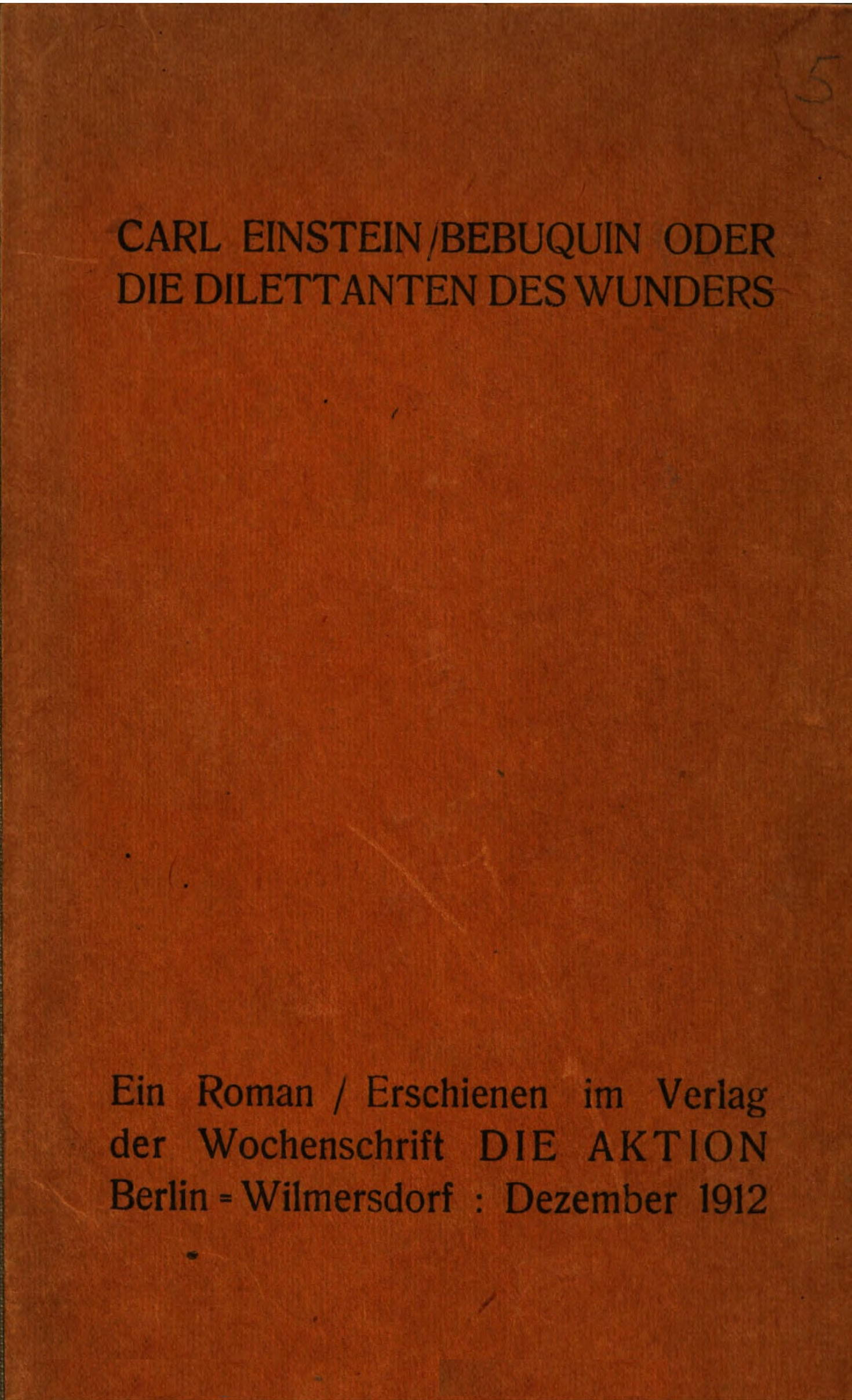
Omslaget till förstaupplagan av Bebuquin oder die Dilettanten des Wunders (1912).

Under studietiden lärde han känna den något äldre blivande författaren Ludwig Rubiner, då känd för sin anarkistiska hållning. De två skulle senare dela rum några månader i Paris 1912. Einstein hade gjort ett kortare uppehåll i Paris redan 1907 och då bekantat sig med kubism genom bildkonstnärer som George Braque, Pablo Picasso och Juan Gris.
Carl Einstein var gift två gånger. Första gången var med översättaren Maria Ramm åren 1913–1923, de fick en dotter tillsammans, Nina Einstein-Auproux (1915–1986). Andra gången var med Lyda Guévrékian åren 1932–1940.
Då striderna började blossa upp under första världskriget tog Carl Einstein i likhet med många intellektuella generationskamrater, till exempel Reinhard Sorge, Walter Hasenclever och Guillaume Apollinaire, värvning som frivilligsoldat. Han stationerades som underofficer för reservtrupper i Neubreisach i norra Elsass på gränsen till Frankrike. Efter publiceringen av hans konsthistoriska studie Negerplastik hösten 1915 förflyttades han till civiltjänstgöring inom det av Tyska kejsardömet erövrade generalguvernementet Bryssels koloniala förvaltning. Detta innebar att han fick arbeta i det bibliotek som tillhörde Musée du Congo Belge, nuvarande Kungliga Centralafrikanska museet, ett etnografiskt, naturhistoriskt och historiskt museum i Tervuren, då främst inriktat på Belgiska Kongo (nuvarande Kongo-Kinshasa). Vid denna tidpunkt lärde han känna det tyska författarparet Thea och Carl Sternheim. I deras hem Clairecolline i La Hulpe träffade han även Gottfried Benn, stationerad i Bryssel som militärläkare, Friedrich Eisenlohr och Otto Flake. Tillsammans med den 13 år äldre "röda grevinnan" Aga vom Hagen (1872–1949), som sedan krigsutbrottet ett par år tidigare frivilligt tjänstgjort inom sjukvårdstrupperna vid fronten, inledde Carl Einstein här ett "konkubinat" eller kärleksförhållande som finns förevigat i Sternheims berättelse Ulrike. Paret fortsatte leva ihop efter kriget i Berlin fram till slutet av 1922, då Carl Einstein gick in i ett stormigt och kortvarigt förhållande med den kvinnliga arkitekten Tony Simon-Wolfskehl (1893–1991). 

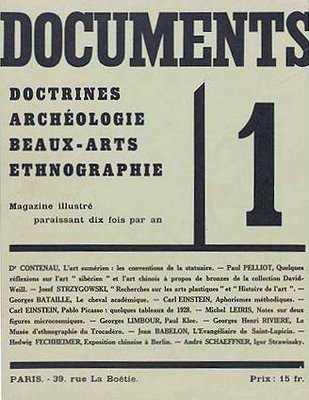
Omslaget till första numret av den franska tidskriften Documents i april 1929.

Sommaren 1936 då spanska inbördeskriget bröt ut, begav sig Carl Einstein från Paris där han bott i många år till Barcelona. Genom förmedling av den  internationella syndikalistiska arbetarassociationen IAA blev han där medlem av de kämpande lokala organisationerna Confederación Nacional del Trabajo och Federación Anarquista Ibérica (CNT-FAI). Som técnico de guerra var han aktiv inom Durrutibrigadens internationella grupp på Aragonienfronten i nordöstra Spanien. 22 november 1936 sände CNT-FAI hans begravningstal över den stupade Durruti i radio. Efter nederlaget i början av 1939 återvände Carl Einstein till Frankrike.   
Vid andra världskrigets utbrott befann sig Carl Einstein i Paris. Under slaget om Frankrike påföljande vår internerades han i egenskap av tysk medborgare i ett fångläger utanför Bordeaux. Han släpptes fri av de franska myndigheterna efter vapenstilleståndet och Nazitysklands seger i slutet av juni. Ett par veckor senare valde han att begå självmord genom att hoppa från en bro över floden Gave de Pau. Han är begravd på kyrkogården i närliggande Boeil-Bezing i södra Frankrike. En gata är uppkallad efter honom i byn.

## Verk
Romanen Bebuquin oder die Dilettanten des Wunders, tillägnad den franske författaren André Gide, skrevs åren 1906–1909. De fyra första kapitlen trycktes redan 1907 i Franz Bleis tidskrift Die Opale under titeln Herr Giorgio Bebuquin, men det dröjde till 1912 innan den publicerades löpande, från juli till oktober, i den kulturella veckotidskriften Die Aktion. Tidskriften utgav sedan romanen i sin helhet mot slutet av samma år. Carl Einstein förblev därefter en stadig medarbetare. 1912 började han även redigera en tidskrift på egen hand. Den utkom var fjortonde dag och hette Neue Blätter, ägnad såväl ung tyskspråkig skönlitteratur och essäistik som översättningar och introduktioner av utländska författare. I sitt konsthistoriska arbete Negerplastik undersökte han afrikanska skulpturer i deras egenskap av konstföremål, utan deras etnocentriska innebörder men i ljuset av nybliven kubistisk teoribildning. Verket bidrog till primitivismen som konstriktning. Efter första världskriget och återkomsten till Berlin, redigerade Carl Einstein tillsammans med bildkonstnären George Grosz nummer 3 till 6 av det dadaistiska och politiska satirmagasinet Der blutige Ernst. Tillsammans med sin förläggare Ernst Rowohlt dömdes han i oktober 1922 för hädelse till dagsböter efter utgivningen av dramat Die schlimme Botschaft. Han togs senare med på en lista över förbjudna författare under den tyska nationalsocialismens korta era. Detta innebar att Reichsschrifttumskammer, den likriktande riksorganisationen för författare under ledning av Reichskulturkammer, gav honom yrkesförbud i Tredje riket med början 1933. Hans verk förbjöds och boktitlar avlägsnades ur boklådor och offentliga bibliotek. I "brända böckers bibliotek", det vill säga böckerna som brändes under de offentliga bokbålen 1933, finns Europa-Almanach upptecknad, en bok som han hade utgivit tillsammans med Paul Westheim 1925. Den 8 juli 1937 beslagtog Propagandaministeriet även ett exemplar av hans monografi om bildkonstnären Moïse Kisling på ett museum, Schlesisches Museum der Bildenden Künste i Breslau. Innan exemplaret utplånades användes det som utställningsföremål i en av glasmontrarna på den avsiktligt nedsättande smädeutställningen Entartete Kunst i Münchens Hofgartenarkad 19 juli–30 november 1937.
I exil skrev Carl Einstein tillsammans med den franske regissören Jean Renoir manuset till filmen Toni (1935).
Inga av Carl Einsteins verk är översatta till svenska (2021).

### Verkförteckning

#### Skönlitterära verk
- Bebuquin oder die Dilettanten des Wunders, roman (Berlin-Wilmersdorf: Verlag der Wochenschrift Die Aktion, 1912) [10]
  - (engelska) Bebuquin,  translated and introduced by Patrick Healy (Trashface Books Ltd, 2008; ny upplaga Bebuquin. Or the Dilettantes of the Miracle, tillsammans med originaltexten, på November Editions, 2017)
- Der unentwegte Platoniker, tre noveller (Leipzig: Kurt Wolff, 1918)
- Die schlimme Botschaft, drama (Berlin: Rowohlt, 1921)
- Entwurf einer Landschaft, dikt, illustrerad med fem litografier av Gaston-Louis Roux (Paris: Editions de la Galerie Simon, 1930)[11]

#### Teoretiska arbeten
- Anmerkungen, nio essäer om litteratur, konst, liv (Berlin-Wilmersdorf: Verlag der Wochenschrift Die Aktion, 1916)  Digitaliserad. (archive.org)

#### Konstnärsmonografier
- Wilhelm Lehmbrucks graphisches Werk (Berlin: Cassirer, 1913)
- Moïse Kisling, band 31 i serien Junge Kunst (Leipzig, 1922)
- Giorgio de Chirico (Berlin: Galerie Flechtheim, 1930)
- (franska) Georges Braque (Paris: Editions des chroniques du jour; London: Zwemmer; New York: E. Weyhe, 1934)

#### Konsthistoriska arbeten
- Negerplastik (Leipzig: Kurt Wolff, Verlag der Weißen Bücher, 1915) Digitaliserad. (archive.org)
- Afrikanische Plastik (Berlin: Orbis pictus Weltkunst-Bücherei 7, Wasmuth, 1921) Digitaliserad (digitalesammlungen.uni-weimar.de)
- Der frühere japanische Holzschnitt (Berlin: Orbis pictus Weltkunst-Bücherei 16, Wasmuth, 1922)
- Die Kunst des XX. Jahrhunderts (Berlin: Propyläen-Kunstgeschichte 16, Propyläen, 1926) Digitaliserad (archive.org)
- (engelska) A Mythology of Forms: Selected Writings on Art, fullständiga översättningar av Negerplastik och Afrikanische Plastik, gjorda av Charles W. Haxthausen, utöver texter om bland annat kubism, surrealism, Picasso, Braque, Klee m.m. (University of Chicago Press, 2019)

#### Redaktörskap
- Neue Blätter, 24 häften, Berlin 1912-1913.
- Der blutige Ernst, nummer 3-6, Berlin 1919. Digitaliserade (sdrc.lib.uiowa.edu)
- Afrikanische Märchen und Legenden (Berlin: Rowohlt, 1925; nyutgåva förlaget Medusa, 1980)
  - African Legends, engelskspråkig utgåva (Berlin: Pandavia, 2021)
- Europa Almanach. Malerei - Literatur - Musik - Architektur - Plastik - Bühne - Film - Mode - Ausserdem nicht unwichtige Nebenbemerkungen, redigerad tillsammans med Paul Westheim (Potsdam: Gustav Kiepenheuer Verlag, 1925; faksimilutgåva i Leipzig 1984)
- Documents, 15 nummer, Paris 1929–1931. Digitaliserade. (gallica.bnf.fr) (franska)

#### Postumt utgivna verk
- Laurenz oder Schweißfuß klagt gegen Pfurz in trüber Nacht, text ur romanprojektet "BEB II", efterord av Walter Huder (Berlin: Berliner Handpresse bei Propyläen, 1971)
- Die Fabrikation der Fiktionen, manuskript från Paris 1933-34, utgivet av Sibylle Penkert (Rowohlt, 1973)
- Über Georges Braque und den Kubismus, det tyska originalmanuset till den franska utgåvan 1934, presenterat av Uwe Fleckner (Zürich-Berlin: diaphanes, 2013)
- Carl Einstein. Nummer 75 av tidskriften alternative. Zeitschrift für Literatur und Diskussion, med bidrag ur kvarlåtenskapen (Berlin, 1970)
- (franska) Liliane Meffre (red.): Carl Einstein – Daniel-Henry Kahnweiler. Correspondance 1921-1939 (Marseille, 1993)